# Sun Jin
Sun Jin (chinês: 孙晋): 13 de março de 1980) é uma ex-mesa-tenista chinesa, naturalizada em 2008 honconguesa.

## Carreira
Sun Jin representou seu país nos Jogos Olímpicos de 2000, na qual conquistou a medalha de prata em duplas.
Competiu até 2001 pela China, após um longo hiato ela voltou em 2008, naturalizou-se por Hong Kong, e compete desde então.